# SANDO-Syndrom
Das SANDO-Syndrom ist ein sehr seltenes Krankheitsbild, das zur Gruppe der Mitochondriopathien gehört. Es wird autosomal-rezessiv vererbt. SANDO ist ein Akronym für die Leitsymptome der Erkrankung und steht für Sensorische ataktische Neuropathie, Dysarthrie und Ophthalmoplegie (oder Ophthalmoparese). Das Syndrom gilt als Variante der chronisch progressiven externen Ophthalmoplegie.

## Ursache
Das SANDO-Syndrom ist genetisch heterogen. Meist können Mutationen im POLG-Gen (Polymerase Gamma), seltener im C10orf2-Gen (chromosome 10 open reading frame 2, auch TWINKLE genannt) nachgewiesen werden.
POLG codiert für die Polymerase Gamma und ist beim Menschen auf dem langen Arm von Chromosom 15 (15q24-q26) lokalisiert. Die Polymerase Gamma spielt eine wichtige Rolle bei der Replikation der mitochondrialen DNA. Mutationen im Gen der Polymerase Gamma führen zu multiplen Deletionen der mitochondrialen DNA.
Im Gegensatz zum POLG-Gen handelt es sich beim C10orf2 um ein mitochondriales Gen, das für das Twinkle-Protein codiert. Auch das Twinkle-Protein spielt eine Rolle bei der Replikation der mitochondrialen DNA und Mutationen können zu multiplen Deletionen mitochondrialer DNA führen.

## Differentialdiagnose
Abzugrenzen ist u. a. die Vitamin-E-Mangel-Ataxie.

## Medizingeschichte
Das SANDO-Syndrom wurde erstmals 1997 bei 4 Patienten beschrieben. Die Erstautoren schlugen auch das Akronym SANDO für das Krankheitsbild vor.

## Weiterführende Literatur
- M. Milone, R. Massie: Polymerase gamma 1 mutations: clinical correlations. In: The neurologist. Band 16, Nummer 2, März 2010, S. 84–91, ISSN 1074-7931. doi:10.1097/NRL.0b013e3181c78a89, PMID 20220442.
- B. H. Cohen, P. F. Chinnery et al.: POLG-Related Disorders. In: R. A. Pagon, T. D. Bird TD et al.: GeneReviews [Internet-Publikation]. Seattle: University of Washington, 1993 – 16. März 2010. PMID 20301791, Volltext frei zugänglich
- J. Finsterer: Inherited mitochondrial neuropathies. In: Journal of the neurological sciences. Band 304, Nummer 1–2, Mai 2011, S. 9–16, ISSN 1878-5883. doi:10.1016/j.jns.2011.02.012, PMID 21402391.
- J. Finsterer: Mitochondrial ataxias. In: The Canadian journal of neurological sciences. Le journal canadien des sciences neurologiques. Band 36, Nummer 5, September 2009, S. 543–553, ISSN 0317-1671, PMID 19831121, doi:10.1017/s0317167100008027.